# Nheengatu

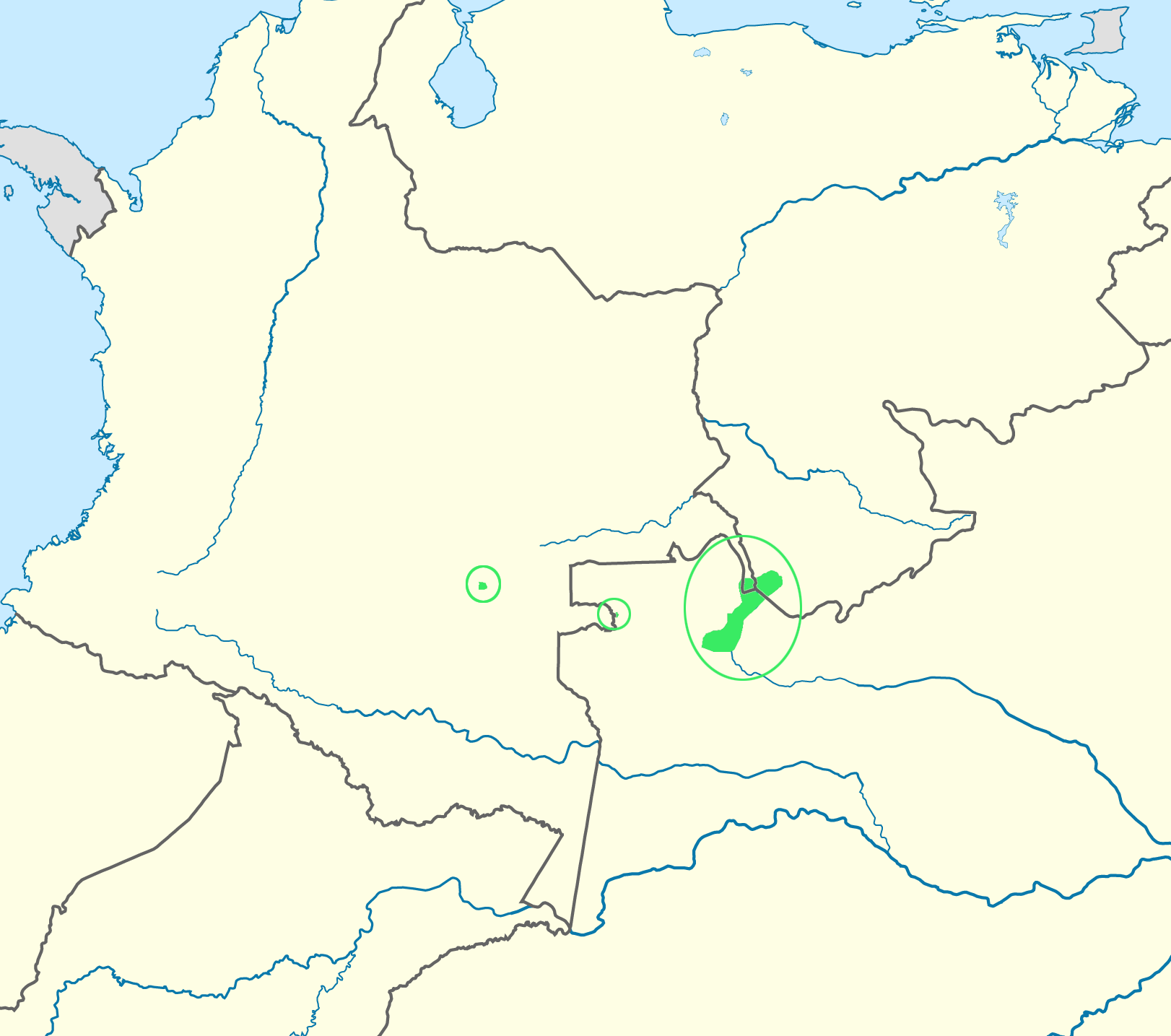
Nheengatu.

Nheengatu (auch Nhengatu) ist eine indigene Sprache, die im brasilianischen Teil Amazoniens am Oberlauf des Río Negro sowie in einigen benachbarten Gegenden Kolumbiens und Venezuelas gesprochen wird.
Das Nheengatu hat seinen Ursprung in der „Allgemeinen Sprache Amazoniens“ (Língua geral da Amazônia oder Língua geral amazônica), die wiederum auf die Tupi-Mundart der Tupinambá zurückgeht und in der portugiesischen Kolonialzeit als Verkehrssprache auch für die europäischen Siedler diente. Seit dem 18. Jahrhundert wurde es vom Portugiesischen verdrängt, hält sich aber noch in der Region des oberen Río Negro im brasilianischen Staat Amazonas und benachbarten Gebieten Kolumbiens und Venezuelas.
Nheengatu gehört zu den Tupí-Sprachen innerhalb der Gruppe der Tupí-Guaraní-Sprachen. Es soll heute noch 30.000 Sprecher haben (nach anderen Angaben 8.000), darunter auch Kinder. Neben Indigenen beherrschen es auch einige Menschen europäischer Herkunft, und es dient als Verständigungsmittel zwischen sprachlich unterschiedlichen Ethnien der Region. In neuester Zeit dient es als Mittel, die indigene Identität mit Stolz zu zeigen, darunter auch indigenen Völkern, die ihre ursprüngliche Sprache durch das Nheengatu ersetzt haben, z. B. den Barés und Arapaços. Seit 2003 hat es in der überwiegend von Indigenen bewohnten Gemeinde São Gabriel da Cachoeira neben dem Portugiesischen offiziellen Status.
Die brasilianische Verfassung wurde 2023 von einer Gruppe von 15 zweisprachigen indigenen Völkern aus der Region des Oberen Rio Negro und des Mittleren Tapajós ins Nheengatu übersetzt.